# مخطط باريتو

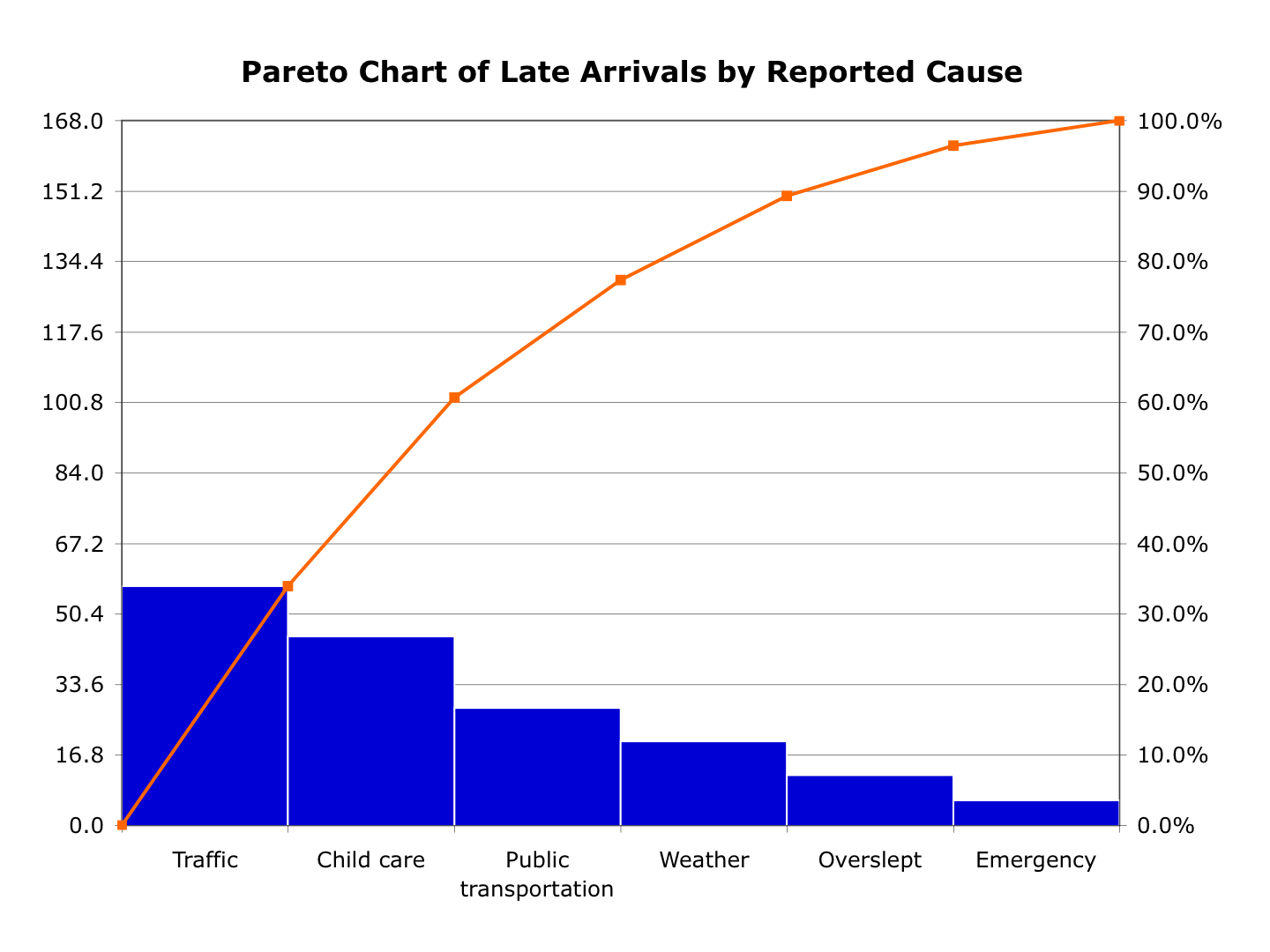
مثال بسيط على مخطط منحنى باريتو باستخدام بيانات افتراضية تعرض التكرار النسبي لأسباب الوصول المتأخر إلى العمل

مخطط باريتو، المسمى على اسم فيلفريدو باريتو، هو نوع من التمثيل البياني الذي يتضمن أعمدة ورسمًا بيانيًا خطيًا، حيث تُمثل القيم الفردية في ترتيب تنازلي بواسطة أعمدة ويُمثل المجموع التراكمي بواسطة الخط.
المحور العمودي الأيسر هو تكرار الحدوث، ولكن يمكن أيضًا أن يرمز إلى التكلفة أو وحدة قياس مهمة أخرى. والمحور العمودي الأيمن هو النسبة التراكمية لإجمالي عدد مرات الحدوث أو التكلفة الإجمالية أو إجمالي وحدة القياس المحددة. ونظرًا لأن الأسباب موضحة في ترتيب تنازلي، فإن الدالة التراكمية عبارة عن دالة مقعرة. وبالنظر إلى المثال أعلاه، ففي سبيل خفض مقدار الوصول المتأخر بنسبة 78%، يكفي فقط حل المشكلات الثلاثة الأولى.
إن هدف منحنى باريتو هو تسليط الضوء على أهم العوامل بين مجموعة (كبيرة عادةً) من العوامل. في ضبط الجودة، يكون ذلك غالبًا أكثر مصادر العيوب شيوعًا أو نوع العيب الأعلى حدوثًا أو الأسباب الأكثر تكرارًا لشكاوى العملاء، وهكذا. وضع ويلكنسون (2006)
خوارزمية لإيجاد حدود قبول قائمة على الإحصائيات (مماثلة لفترات الثقة) لكل عمود في منحنى باريتو.
يمكن إيجاد هذه المنحنيات باستخدام برامج جدولية بسيطة، مثل أوبن أوفيس.أورج كالك (OpenOffice.org Calc) ومايكروسوفت إكسل (Microsoft Excel) وأدوات برامج إحصائية متخصصة، إلى جانب مولدات منحنيات الجودة على الإنترنت.
يمثل منحنى باريتو أحد أدوات الجودة السبعة.